# Club colonial de Fort-de-France
 (juillet 2017).
Si vous disposez d'ouvrages ou d'articles de référence ou si vous connaissez des sites web de qualité traitant du thème abordé ici, merci de compléter l'article en donnant les références utiles à sa vérifiabilité et en les liant à la section « Notes et références ».
Maillots
Actualités
Le Club Colonial est une association sportive de Fort-de-France en Martinique comprenant notamment trois sections football, athlétisme et tennis de table. L’équipe fanion du club s’entraîne au stade Desclieux. Fondé en 1906, le Club Colonial est le plus ancien club sportif de la Martinique. Avec 19 titres de champion, c'est l'un des clubs de football le plus titré en championnat de la Martinique avec le Club franciscain. Le dernier titre de champion de la Martinique du Club Colonial remonte à la saison 2010-2011.
Le Club Colonial de Fort-de-France et le Golden Star de Fort-de-France ont dominé le football martiniquais de 1919 à 1970. Le Derby entre ces deux clubs foyalais drainait des foules importantes au stade Louis-Achille, et était entouré de beaucoup de ferveur et de passion.

## Histoire
Fondé en 1906, le Club Colonial est le plus ancien club sportif de la Martinique. Le Club Colonial a remporté 19 fois le Championnat de la Martinique de football. Le Club Colonial et le Club franciscain sont les deux clubs de football les plus titrés en championnat de Martinique.

## Palmarès
- Championnat de la Martinique (19 fois)[4]
  - Champion : 1920, 1921, 1922, 1923, 1924, 1926, 1930, 1931, 1935, 1938, 1940, 1941, 1942, 1943, 1949, 1964, 1965, 1972, 2011

- Coupe de la Martinique (6 fois)
  - Vainqueur : 1954, 1955, 1959, 1962, 1980, 2014
  - Finaliste : 2005

- Coupe de France - finale départementale (7 fois)
  - Vainqueur : 1961, 1962, 1971, 1979, 1983, 2012, 2017,

- Trophée du Conseil Général Yvon Lutbert (1 fois)
  - Vainqueur : 2011

- Trophée des clubs champions des Antilles-Guyane (1 fois)
  - Vainqueur : 2011

- Ligue Antilles (1 fois)
  - Vainqueur : 2012